# Denver Broncos 1991
La stagione 1991 dei Denver Broncos è stata la 22ª della franchigia nella National Football League, la 32ª complessiva e la 11ª con Dan Reeves come capo-allenatore. La squadra salì dal record di 5–11 del 1990 a 12-4, vincendo il terzo titolo della AFC West in cinque anni, giungendo fino alla finale della AFC.

## Scelte nel Draft 1991
| Scelte dei Broncos nel Draft 1991 |        |                 |                  |                     |
| Giro                              | Scelta | Giocatore       | Ruolo            | College             |
| 1                                 | 4      | Mike Croel      | Defensive End    | Nebraska            |
| 2                                 | 30     | Reggie Johnson  | Tight End        | Florida State       |
| 3                                 | 61     | Keith Traylor   | Defensive Tackle | Central Oklahoma    |
| 4                                 | 89     | Derek Russell   | Wide Receiver    | Arkansas            |
| 5                                 | 115    | Greg Lewis      | Running Back     | Washington          |
| 6                                 | 142    | Nick Subis      | Offensive Tackle | San Diego State     |
| 8                                 | 200    | Kenny Walker    | Defensive End    | Nebraska            |
| 9                                 | 227    | Don Gibson      | Defensive Tackle | Southern California |
| 10                                | 253    | Curtis Mayfield | Wide Receiver    | Oklahoma State      |
| 11                                | 284    | Shawn Moore     | Quarterback      | Virginia            |

## Calendario
| Stagione regolare |                    |                         |                    |                    |
| Turno             | Data               | Avversario              | Risultato          | Pubblico           |
| 1                 | 1/9/1991           | Cincinnati Bengals      | V 45–14            | 72,855             |
| 2                 | 8/9/1991           | at Los Angeles Raiders  | S 16–13            | 48,569             |
| 3                 | 15/9/1991          | Seattle Seahawks        | V 16–10            | 74,152             |
| 4                 | 22/9/1991          | San Diego Chargers      | V 27–19            | 73,258             |
| 5                 | 29/9/1991          | at Minnesota Vikings    | V 13–6             | 55,031             |
| 6                 | 6/10/1991          | at Houston Oilers       | S 42–14            | 59,145             |
| 7                 | Settimana di pausa | Settimana di pausa      | Settimana di pausa | Settimana di pausa |
| 8                 | 20/10/1991         | Kansas City Chiefs      | V 19–16            | 75,866             |
| 9                 | 27/10/1991         | at New England Patriots | V 9–6              | 43,994             |
| 10                | 3/11/1991          | Pittsburgh Steelers     | V 20–13            | 70,973             |
| 11                | 10/11/1991         | Los Angeles Raiders     | S 17–16            | 75,896             |
| 12                | 17/11/1991         | at Kansas City Chiefs   | V 24–20            | 74,661             |
| 13                | 24/11/1991         | at Seattle Seahawks     | S 13–10            | 60,430             |
| 14                | 1/12/1991          | New England Patriots    | V 20–3             | 67,116             |
| 15                | 8/12/1991          | at Cleveland Browns     | V 17–7             | 73,539             |
| 16                | 15/12/1991         | Phoenix Cardinals       | V 24–19            | 74,098             |
| 17                | 22/12/1991         | at San Diego Chargers   | V 17–14            | 51,449             |

## Classifiche
| AFC West                | AFC West | AFC West | AFC West | AFC West | AFC West | AFC West | AFC West | AFC West | AFC West |
|                         | V        | S        | P        | %        | DIV      | CONF     | PF       | PS       | Str.     |
| ----------------------- | -------- | -------- | -------- | -------- | -------- | -------- | -------- | -------- | -------- |
| (2) Denver Broncos      | 12       | 4        | 0        | .750     | 5–3      | 10–4     | 304      | 235      | V4       |
| (4) Kansas City Chiefs  | 10       | 6        | 0        | .625     | 6–2      | 8–4      | 322      | 252      | V1       |
| (5) Los Angeles Raiders | 9        | 7        | 0        | .563     | 5–3      | 7–5      | 298      | 297      | S3       |
| Seattle Seahawks        | 7        | 9        | 0        | .438     | 2–6      | 6–6      | 276      | 261      | V1       |
| San Diego Chargers      | 4        | 12       | 0        | .250     | 2–6      | 3–9      | 274      | 342      | S1       |

## Premi
- Mike Croel:

rookie difensivo dell'anno